# Louis Culot
Louis Jean Culot (ur. 18 lipca 1915 w Brukseli, zm. w 1978) – belgijski zapaśnik walczący w stylu wolnym. Olimpijczyk z Londynu 1948, gdzie zajął piętnaste miejsce w kategorii do 73 kg.

## Letnie Igrzyska Olimpijskie 1948
| Konkurencja      | Rundy eliminacyjne        | Rundy eliminacyjne            | Klas. końcowa |
| Konkurencja      | Przeciwnik I              | Przeciwnik II                 | Miejsce       |
| ---------------- | ------------------------- | ----------------------------- | ------------- |
| 73 kg styl wolny | Hwang Byeong-gwan (KOR) P | Jean-Baptiste Leclerc (FRA) P | 15.           |